# Between the Wars (Al Stewart)
Between the Wars è un disco di Al Stewart pubblicato nel 1995

## Disco
Disco che omaggia lo stile chitarristico di Django Reinhardt e la musica che dominava le scene nel periodo compreso tra la prima e la seconda guerra mondiale, swing in primis. In Between the Wars predomina la chitarra acustica ma trovano spazio anche gli strumenti tipici (mandolino, washboard, tamburello, shaker) di quelle Jug band diffusissime nel periodo in questione.
Night Train to Munich è anche un film di Carol Reed del 1940.
Sampan è la tipica imbarcazione del sud-est asiatico (l'argomento è la colonizzazione francese in quelle terre)
Lindy Comes to Town parla di Charles Lindbergh.
I tre muli di Three Mules sono Ramsay MacDonald, Stanley Baldwin, Neville Chamberlain, primi ministri britannici nel periodo antecedente la seconda guerra mondiale.
A League of Notions è una ironica storpiatura di League of Nations (Società delle Nazioni)
Betty Boop's Birthday e The Black Nanube sono due strumentali
Marion The Chatelaine è l'attrice Marion Davies, a lungo compagna del magnate dell'editoria William Randolph Hearst (personaggio a cui palesemente si ispirò Orson Welles per il suo Quarto potere).
Joe The Georgian altri non è che Stalin.
Always the Cause è sulla guerra civile spagnola (viene citata Dolores Ibárruri, detta “La Pasionaria”)

## Tracce
Tutte le canzoni scritte da Al Stewart salvo dove diversamente indicato.
1. Night Train to Munich – 4:25
2. The Age of Rhythm (Al Stewart & Laurence Juber) 4:00
3. Sampan – 3:37
4. Lindy Comes to Town – 4:24
5. Three Mules – 5:37
6. A League of Notions 4:17
7. Life Between the Wars – 2:47
8. Betty Boop's Birthday (Al Stewart & Laurence Juber) – 2:05
9. Marion The Chatelaine – 3:41
10. Joe The Georgian – 3:31
11. Always the Cause – 3:18
12. Laughing Into 1939 – 4:15
13. The Black Danube - 2:47

## Musicisti
- Al Stewart – voce, chitarra, woodblock
- Laurence Juber – chitarre 6 e 12 corde, banjo, basso 6 corde, dobro, mandolino, sintetizzatore archi
- Bobby Bruce - violino
- Tim Landers - chitarra-basso acustico
- Bruce Gary - batteria, high hat
- Sam Riney - clarinetto, sax soprano
- Guy Babylon - sintetizzatore archi, tack piano
- Steve Forman – washboard, tamburello, woodblock, shaker, grancassa, tambor, nacchere
- Suzie Katayama - violoncello, fisarmonica
- Domenic Genova - arco bass
- Herman Beeftink - piano, sintetizzatore archi
- James Hutchinson - basso
- Jim Keltner - batteria
- Robin Lamble - coro
- Andrew Powell –  sintetizzatore archi